# Stegana singularis
Stegana singularis är en tvåvingeart som beskrevs av Vasily S. Sidorenko 1990. Stegana singularis ingår i släktet Stegana och familjen daggflugor. Inga underarter finns listade i Catalogue of Life.